# HMS Bellerophon (1907)
HMS Bellerophon (Корабель Його Величності «Беллерофон») — британський лінійний корабель однойменного типу, головний у серії. Учасник Першої світової війни, зокрема — Ютландскої битви.

## Історія
Лінкор «Беллерофон» був закладений через місяць після ухвалення в списки КВМС «Дредноута», 3 грудня 1906. Вартість будівництва нового корабля склала 1 763 491 фунтів стерлінгів, зробивши цей лінкор найдорожчим за ціною в своєму класі. Спуск на воду відбувся 27 липня 1907, «Беллерофон» був зарахований у флот 20 лютого 1909. На швидкісних випробувань корабель показав максимальну швидкість в 21,25 вузлів при потужності 25 061 к. с.
Службу «Беллерофон» розпочав у складі Британського Хоум фліту в 1-й ескадрі. 26 травня 1911 року «Беллерофон» став учасником події, зіткнувшись з лінійним крейсером «Інфлексібл», і в результаті залишився в доках до листопада місяця. 1 серпня 1914 лінкор був зарахований до 4-у ескадру після мобілізації збройних сил Великої Британії.
27 серпня 1914 «Беллерофон» знову потрапив в надзвичайний стан, зіткнувшись з транспортним кораблем «Сейнт-Клер» біля Оркнейських островів, однак великої шкоди не отримав. У травні 1915 року він перебазувався у Девонпорт, де став на ремонт і оновлення. Через рік лінкор взяв участь в Ютландській битві: судном командував капітан Едвард Ф. Брюн з 4-го дивізіону (віце-адмірал Олександр Дафф) 4-ї ескадри (віце-адмірал Доувтон Старди). 4-а ескадра розташовувалася позаду 2-ї ескадри в головній частині британського строю. В ході битви «Беллерофон» випустив 62 снаряда калібром 12 дюймів, однак жодного разу не потрапив.

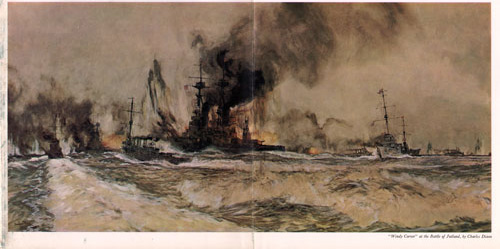
Картина Чарльза Діксона «Ютландска битва»: в центрі лінкор «Беллерофон»

У червні і вересні 1917 року він був флагманським кораблем в 4-й ескадрі (командували лінкором адмірали Роджер Кіз і Дуглас Ніколсон). Однак, на відміну від інших кораблів-близнюків, «Беллерофон» не був допущений до складу Східносередземноморської ескадри в жовтні 1918 року. У 1919 році «Беллерофон» був відправлений у резерв зважаючи на застаріле озброєння: лінкор значно поступався кораблям класів «Оріон», «Кінг Джордж V», «Айрон Дьюк», «Куїн Елізабет» і «Рівендж». А у листопаді 1921 року «Беллерофон» і зовсім був проданий на злам, який відбувся у 1923 році, причому незабаром було підписано Вашингтонську морську угоду, за якою лінкор і потрібно було утилізувати.
«Беллерофон» зустрічається на банкнотах в 10 канадських доларів, надрукованих в 1913 році.